# 노르단스티그시

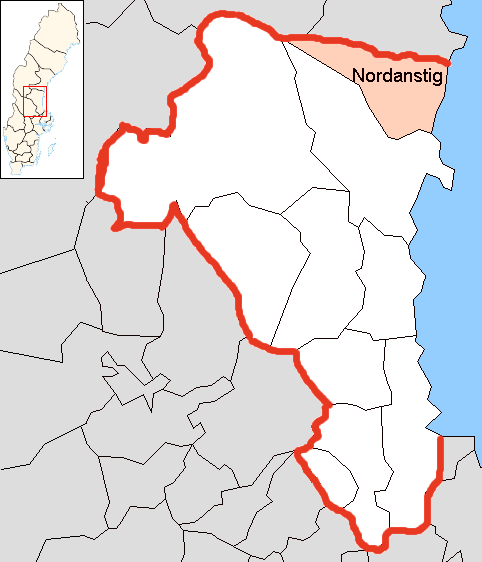
노르단스티그 시의 위치

노르단스티그시(스웨덴어: Nordanstigs kommun)는 스웨덴 예블레보리주에 위치한 지방 자치체로 행정 중심지는 베리셰이며 면적은 2,525.99km2, 인구는 9,511명(2016년 12월 31일 기준), 인구 밀도는 3.8명/km2이다.

시 문장